# Nouvelle Flore des Environs de Paris
Nouvelle Flore des Environs de Paris (abreviado Nouv. Fl. Env. Paris) es un libro con ilustraciones y descripciones botánicas que fue escrito por el médico y botánico francés François Victor Mérat de Vaumartoise y publicado en París en el año 1812 con el nombre de Nouvelle Flore des Environs de Paris, Suivant le Systeme de Linnee, avec l'Indication des Vertues des Plantes Usitees en Medecine... 